# Ноулэнд, Джордж Артур
Джордж Артур Ноулэнд VC (англ. George Arthur Knowland; 16 августа 1922, Лондон — 31 января 1945, Кангав) — британский солдат, участник Второй мировой войны, лейтенант Британской армии; кавалер Креста Виктории посмертно.

## Биография
Родился 16 августа 1922 в Кэтфорде (район Лондона). Учился в начальной школе Эльмвуд в Кройдоне. В 1940 году призван в Британскую армию, служил в Королевском норфолкском полку. В возрасте 22 лет дослужился до звания лейтенанта и был переведён в ряды британских коммандос, в 1-е подразделение коммандос.
31 января 1945 под Кангавом в Бирме шёл бой за высоту 170. Ноулэнд командовал взводом на передовой, который был под шквальным обстрелом: 24 человека сдерживали натиск 300 японцев. В ходе атак Ноулэнд вёл своих солдат, ведя огонь по японцам из винтовок и закидывая их гранатами. Когда был ранен один из пулемётчиков, Джордж лично подхватил его пулемёт Bren и открыл огонь по врагам: несмотря на то, что те были всего в 9 метрах от Ноулэнда, плотность огня заставила их остановиться. Ноулэнд продолжал отстреливаться, пока вывозили раненых: ему пришлось удерживать позицию ещё дольше, поскольку резервная команда пулемётчиков также была ранена, поэтому была отправлена и третья.
В ходе внезапной атаки Ноулэнд захватил 2-дюймовый миномет и стал стрелять из него по врагам прямой наводкой, совершая короткие перебежки к окопам за боеприпасами. При необходимости он отстреливался из винтовки. Несмотря на колоссальные потери, японцы приближались, и Джорджу пришлось бросить винтовку и взять пистолет-пулемёт Томпсона. Он продолжил бой и отстреливал любых приближавшихся к нему солдат противника. В течение 12 часов ему пришлось держать высоту: от взвода осталось не больше половины солдат, а им пришлось ждать долго подкрепления.
От полученных ранений Ноулэнд скончался, но так и не позволил японцам занять высоту, уничтожив при этом метким огнём огромное количество вражеских солдат. Посмертно он был награждён Крестом Виктории. Прах его покоится на Тауккьянском военном кладбище в Мьянме.